# Ignasi Girona i Targa
Ignasi Girona i Targa   (Tàrrega, 1781 - Barcelona, 31 de desembre de 1867) fou un empresari català, fundador de la Casa Girona, un conjunt d'empreses familiars que van participar en la creació d'entitats bancàries, prospeccions mineres, metal·lúrgia, inversions en assegurances, obres d'infraestructures, etc. Fou també el patriarca d'una centenària saga d'empresaris, perquè els fills d'ell i de les seves dones (primer Antònia i després Rita Agrafel i Obrador) van ser importants empresaris de la Catalunya i Espanya del segle xix, especialment, Manuel a Barcelona i Jaume a Madrid i Bilbao; van continuar alguns nets en el segle xx, com ara Ignasi i Joan Girona i Vilanova, Manuel Henrich i Girona, Carles Sanllehy i Girona, besnets com ara Joaquim Folch i Girona, i rebesnets com ara Albert Folch-Rusiñol i Girona.

## Biografia

### Antecedents
Els orígens de la família se situen a principis del segle xviii, quan Catalunya es preparava per a la seva entrada en el capitalisme i en la revolució industrial. Després de la Guerra de Successió i el Decret de Nova Planta, Catalunya en general, i Tàrrega en particular van entrar en una època de gran desenvolupament econòmic. Tàrrega va triplicar la seva població al llarg del segle xviii.
Gaspar Girona i Magrinyà, natural de la Selva del Camp (Baix Camp), fill d'un pagès i negociant, es va desplaçar a Tàrrega on va muntar una botiga de teixits. Es va casar amb Maria Antònia Castelltort i Tayó, hereva d'un propietari d'una botiga de teles situada a la plaça Major d'aquesta ciutat. Gaspar i el seu sogre van col·laborar en el negoci, ampliant-lo. Van casar el seu fill Josep Antoni Girona i Castelltort amb Antònia Targa i Fontanet, filla d'un ric comerciant de Tàrrega (autèntic especialista en subhastes), i el seu primogènit va ser Ignasi Girona i Targa.
Les successives herències de diversos parents, l'estratègia matrimonial, la institució de l'hereu únic o hereu i les característiques dels descendents, va facilitar una creixent concentració patrimonial al llarg de les generacions. Els Girona no només eren comerciants, sinó que, ja des d'un principi, van compatibilitzar les activitats comercials amb les agràries. En la Tàrrega del segle xviii, els comerciants eren també els financers ja que, a diferència dels agricultors, generaven tresoreria al llarg de tot l'any. Quan els agricultors precisaven tresoreria per arribar fins a la collita, eren els comerciants els qui els finançaven. Per aquesta raó, els comerciants eren, d'alguna manera, també banquers. Els Girona eren uns d'aquests comerciants que compatibilitzaven les seves activitats comercials amb les financeres. Ignasi Girona i Targa va heretar la principal fortuna de Tàrrega, però en traslladar-se a Barcelona la seva fortuna va passar a ser comparativament mitjana.

### Família
Va néixer a Tàrrega el 1781 i tenia dos germans nois: Gaspar i Ramon. Gaspar Girona i Targa nasqué a Tàrrega el 1785. Seguí la carrera militar on va arribar al grau de tinent coronel d'infanteria. Va morir solter a Tàrrega, on va viure els últims anys de la seva vida, el 1858. Per la seva banda, Ramon Girona i Targa va néixer segurament a Barcelona el 1794 i va dedicar la seva vida a les activitats industrials i comercials. Es va casar amb 40 anys amb Mariàngela Font, amb qui va tenir dos fills: Maria del Remei i Joan Girona i Font. Joan Girona i Font va estudiar medicina a Barcelona i va exercir com a metge, el qual fou present en l'atemptat amb bomba del Liceu en 1893 i on va tenir cura de tots els ferits. El seu fill Joan Girona i Fontanals va tenir al seu torn dos fills: Joan i Alícia Girona i Alemany, dels quals el primer va morir jove sense fills, i la segona és l'última persona viva que porta el cognom dels Girona de Tàrrega, amb diversos descendents però que ja són Bosch i Girona.
Entrà en el negoci de teles del seu pare, Josep Antoni Girona i Castelltort, que el 1803 l'envià a Barcelona per a seguir estudis de comerç, on es va establir amb el seu germà Ramon. El 1806, es casà amb Antònia Agrafel i Obrador, filla d'un rellotger amb orígens familiars a Selzach, llavors França i ara Suïssa, amb la qual va tenir 3 fills: Joan, Mercè i Antònia. Ignasi i la seva dona compartien habitatge amb els seus sogres i cunyats. En la Barcelona encara emmurallada, això era normal, car no hi havia espai per a tothom que volia viure-hi. Primer moriren els seus sogres i cunyats, després va morir la seva dona Antònia, i va quedar a la casa l'última germana Agrafel, Rita, amb la qual es va casar. Amb Rita va tenir 8 fills, dels quals 5 fills van arribar a l'edat adulta: Manuel, Ignasi, Jaume, Esperança i Casimir.

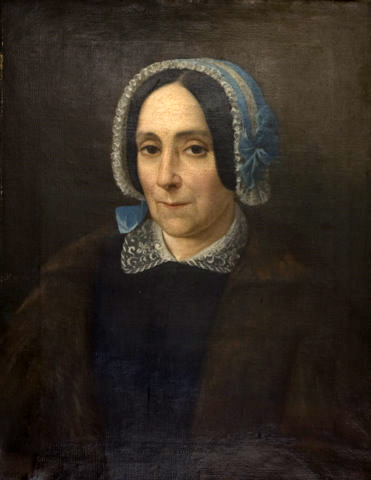
Retrat de Rita Agrafel i Obrador (c. 1850), amb una gran capa de marta gibelina, que era la pell més cara de l'època i que fa temps no existeix perquè no es cria en captivitat

### Entrada al món de les finances
El 1808, arran l'invasió napoleònica, tornà a Tàrrega, on romangué fins al 1812. Fou perseguit pels francesos i quan gairebé el tenien s'ocultà en la capella de la Mare de Déu del Remei i els perseguidors passaren de llarg, per la qual cosa la convertí en la patrona de la seva família.
Durant els 20 anys següents, es va dedicar bàsicament a les activitats financeres i comercials, préstec de diners tants a particulars com a l'Estat (compra de deute públic), arrendament de drets senyorials, comercialització de productes i adquisició de béns en la desamortització de Mendizábal. En les operacions de major envergadura actuava amb socis, com quan va establir una fàbrica d'indianes (teles estampades) al carrer de les Freixures de Barcelona (vegeu casa-fàbrica Girona).
El 1812 fundà l'empresa Girona i Cia, tenint com a socis el seu germà Ramon, Josep Ceriola, Antoni Mitjana i Tomàs Capella (es liquidà el 1844). Aquesta empresa es dedica a les activitats més diverses, com les de banca i finances, indústries, obres públiques, drets sobre el consum d'aiguardent, administració del tabac, participació en la xarxa d'hospitals públics del Principat, etc.
Durant els anys 1820-1823 participa de forma activa en la compra de béns desamortitzats, però sobretot participa, més endavant, en la venda dels béns subhastats procedents de les desamortitzacions de Mendizábal (1836) i Espartero (1841).
A partir dels anys 1830, es va adonar que, per a afrontar les noves expectatives de desenvolupament econòmic, necessitava establir una nova estratègia professional. Liquida la casa de comerç i en 1839 constitueix amb els seus fills majors d'edat (Joan i Manuel) i un soci de la seva absoluta confiança (Joan Baptista Clavé, també de Tàrrega) la societat mercantil Girona Germans, Clavé i CIa. Ssota la seva batuta, aquesta societat es convertiria a la base d'un procés de constitució de companyies que ell definia com a Can Girona i que, amb el temps, es van anar configurant amb capital exclusivament familiar. S'hi van anar integrant els restants germans homes a mesura que anaven sent majors d'edat. L'administració va recaure primer en el seu fill Manuel amb el soci Clavé, a la qual després es va afegir el seu fill Ignasi.

### Entrada al món industrial
En aquesta època, ja havia començat a consolidar la seva fortuna i se sent atret per la comercialització dels productes agraris. Veient la possibilitat de desfer-se del Deute Públic, destina part d'aquest capital a comprar finques rústiques, especialment les desamortitzades. Lleida havia quedat al marge de la revolució industrial però tenia un fort creixement econòmic de caràcter agrari. Per a això, en 1839 va desplaçar al seu fill major, Joan, a Lleida perquè s'ocupés de comprar terres que es veiessin beneficiades per la construcció del futur Canal d'Urgell (construït més tard per la mateixa empresa familiar), com el Castell del Remei, el Ferrocarril de Saragossa a Barcelona (també construïda per l'empresa familiar, després de construir la línia de Barcelona a Granollers) i diverses carreteres. Per a ell totes les activitats econòmiques (agràries, comercials, industrials i financeres) eren un conjunt i no creia necessari especialitzar-se en una branca.
Ignasi Girona i Targa va ser qui va posar els fonaments del que seria «Can Girona», i quan els seus fills van anar arribant a l'edat adulta, la seva activitat econòmica i professional es va anar diversificant. El conjunt dels negocis empresos pels membres de la família, encara que fossin de naturalesa diversa, estaven vertebrats per un sentit unitari que els conferia la casa, de la qual cap dels 5 fills es va separar abans de la liquidació definitiva. Des de la seva creació el 1839 fins a la seva liquidació el 1867, l'empresa familiar va destacar en els camps de les assegurances, la indústria, finances i, especialment, una febril activitat constructora d'obres públiques. Encara que aquest període va coincidir amb els seus últims 20 anys de vida, i que la direcció i administració de les societats requeia en els seus fills, el pare sempre va mantenir un paper molt actiu en l'organització dels negocis familiars. Participar i afavorir la dinàmica dels canvis que experimentava el país, no era possible sinó es tenia una visió global de les transformacions dels sectors econòmics, i ell la tenia. Entre 1839 i 1867 la seva fortuna personal va tenir creixement espectacular: va multiplicar per 125 el seu capital.
Per tal de conservar l'harmonia familiar i evitar les baralles entris els seus descendents (quan el pare va sortir de la societat Girona Hermanos en 1855, i va dividir el seu capital entre tots els fills (hi va haver-hi frecs amb Pau Enrich i Prat, el vidu de la seva filla petita, Esperança), va decidir dividir la seva fortuna en 8 parts iguals per a cadascun dels seus fills o, en cas de defunció, dels seus descendents. Era conscient que amb aquesta decisió trencava amb una tradició familiar per la qual la fortuna dels Girona passava a l'hereu (el fill gran). Per conservar d'alguna forma la tradició, va passar les finques que havia heretat dels seus pares al seu fill gran, Joan. Els fills van rebre així, ja en vida del pare, una part important de la fortuna a compte de l'herència.
En morir a Barcelona el 19 de gener de 1867, va deixar una herència de 350.000 duros, que sumats als 255.000 que ja havia repartit el 1855 entre els seus descendents, constitueixen una xifra extraordinària, sobretot, si es considera que cap dels béns valorats en l'herència ho l'havia heretat dels seus avantpassats. Quan va morir era el primer contribuent de Catalunya i tenia la primera fortuna del país, no obstant el repartiment que havia fet ja de la seva fortuna el 1855.
Era una persona creient, poc amiga del luxe, per la qual cosa va demanar ser enterrat a terra, i no en un nínxol o panteó, com llavors començava a fer-se, i va demanar que en les seves exèquies s'evités tot tipus d'ostentació. Als seus fills els va donar una bona educació, però espartana, característica que van conservar tots ells al llarg de la seva vida.
Va ser el timó de la família i dels seus negocis fins als seus últims moments. Per a ell, la casa i la família eren la base de la preeminència social i econòmica. Per continuar d'alguna manera amb la casa, va voler que el seu fill Manuel Girona i Agrafel (era el major dels fills de la segona esposa) li succeís com a líder familiar però, malgrat el relleu social i econòmic que va adquirir, tant entre la família com fora d'ella, quan va faltar el pare, ja no va ser el mateix. Després de la mort del pare, els germans, fills de la segona dona (Rita), Manuel, Jaume, Ignasi i Casimir, van romandre molt units i participant junts en la major part dels seus negocis, però la mort del seu pare va suposar el final d'una etapa familiar.
En morir Ignasi Girona i Agrafel el 1889, el primer dels fills que finà, va entrar una nova generació i, encara que van mantenir la ferma unitat fins que van morir la resta dels seus oncles, en la primera dècada del segle xx, la relació entre els primers germans ja no seria tan propera.